# Миньоле, Симон
Симо́н Люк Ильдебе́р Миньоле́ (нидерл. Simon Luc Hildebert Mignolet; род. 6 марта 1988[…], Синт-Трёйден, Фламандский регион) — бельгийский футболист, вратарь клуба «Брюгге». Выступал за сборную Бельгии.

## Клубная карьера

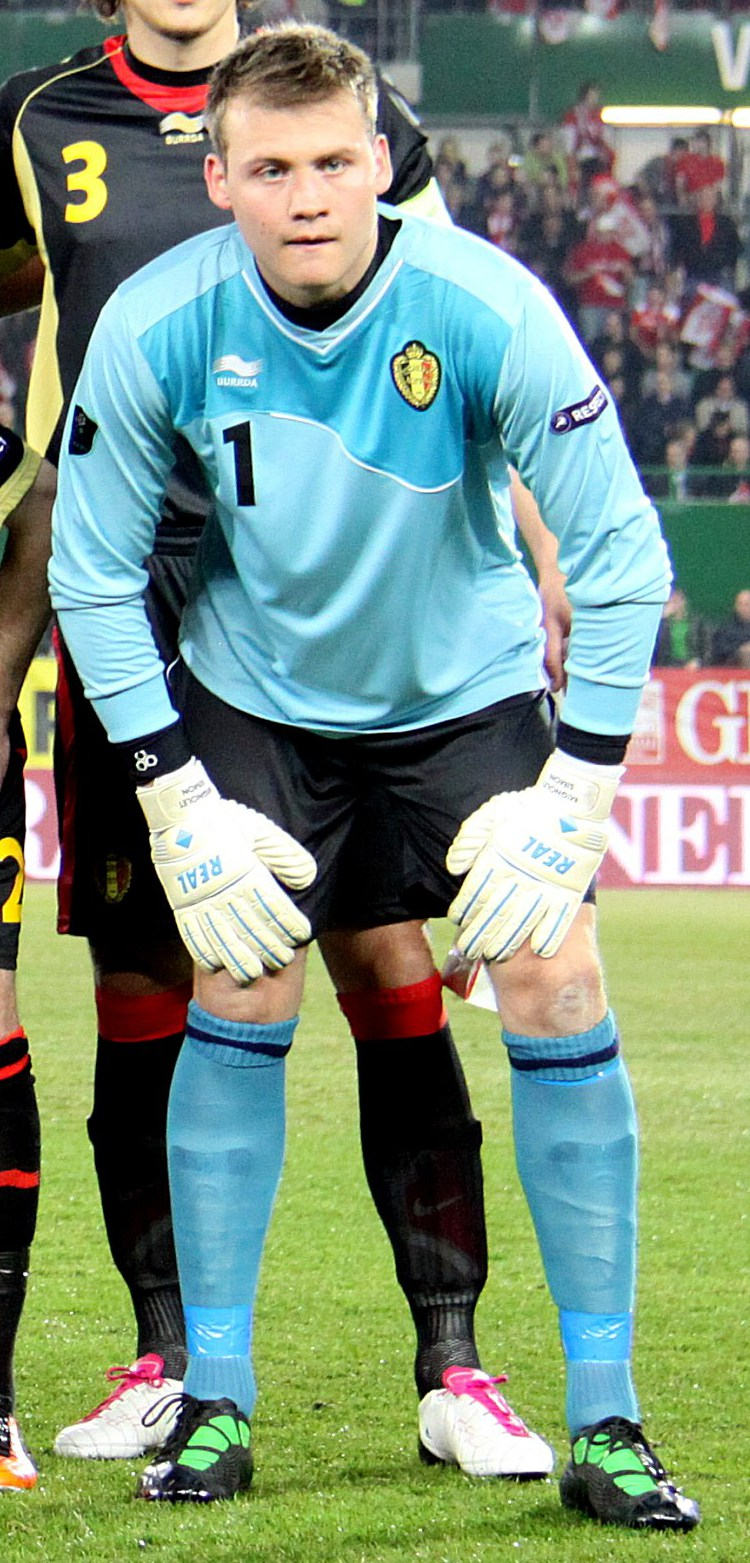
Симон Миньоле в своём дебютном матче за сборную.

### «Сент-Трюйден»
Симон Миньоле родился в городе Синт-Трёйден, где и начал заниматься футболом в 1994 году в одной из местных спортивных школ. В 1998 году перешёл в футбольную школу команды «Сент-Трюйден». Дебютировал в составе команды в 2005 году, в игре Про-Лиги с «Гентом» (0:1). 11 апреля 2009 года, в матче второй бельгийской лиги с командой «Ронсе» (5:1), Миньоле забил один из голов матча. По итогам сезона 2009/2010 Симон был признан голкипером года в Бельгии.

### «Сандерленд»
17 июня 2010 года голкипер подписал пятилетний контракт с английским «Сандерлендом». Дебют бельгийца в составе «чёрных котов» состоялся 14 августа, в матче чемпионата Англии с «Бирмингемом» (2:2), по итогам которого он стал лучшим игроком матча. 29 октября 2011 года, в игре с «Астон Виллой» (2:2), на 51 минуте встречи, при столкновении с форвардом соперников Эмилом Хески, Симон Миньоле получил серьёзный перелом носа. 31 октября игрок был успешно прооперирован. Впервые после травмы появился на поле 1 января 2012 года, в матче чемпионата с «Манчестер Сити» (1:0). После матча интервью дал главный тренер «Сандерленда» Мартин О’Нил, в котором признался, что Миньоле начал тренироваться всего за 4 дня до игры.

### «Ливерпуль»
25 июня 2013 года Миньоле подписал 5-летний контракт с «Ливерпулем». Зарплата бельгийца в новом клубе составляет около 50 тысяч фунтов в неделю. Сумма трансфера без учёта бонусов составила 9 миллионов фунтов. В матче-открытии сезона 2013/2014 против «Сток Сити» (1:0) дебютировал в составе «красных», а на заключительных минутах матча отразил пенальти, пробитый Джонатаном Уолтерсом.

### «Брюгге»
Дебютировал в матче лиги чемпионов против киевского «Динамо».

## Международная карьера
Симон выступал за сборные Бельгии всех возрастов. В период с 2008 по 2010 год футболист играл за молодёжную сборную Бельгии, в составе которой дебютировал 26 марта, в матче со сверстниками из Кипра (2:0). 25 марта 2011 года, в матче отборочного турнира к Евро-2012 со сборной Австрии (2:0), состоялся дебют Миньоле в составе первой сборной Бельгии.
10 ноября 2022 года был включён в официальную заявку сборной Бельгии для участия в матчах чемпионата мира 2022 года в Катаре.

## Статистика
| Клуб             | Сезон            | Лига | Лига | Кубок | Кубок | Кубок Лиги | Кубок Лиги | Еврокубки | Еврокубки | Всего | Всего |
| Клуб             | Сезон            | Игры | Голы | Игры  | Голы  | Игры       | Голы       | Игры      | Гол       | Игры  | Голы  |
| ---------------- | ---------------- | ---- | ---- | ----- | ----- | ---------- | ---------- | --------- | --------- | ----- | ----- |
| Сент-Трюйден     | 2006/07          | 19   | 0    | 0     | 0     | 0          | 0          | 0         | 0         | 19    | 0     |
| Сент-Трюйден     | 2007/08          | 24   | 0    | 1     | 0     | 0          | 0          | 0         | 0         | 25    | 0     |
| Сент-Трюйден     | 2008/09          | 29   | 1    | 2     | 0     | 0          | 0          | 0         | 0         | 31    | 1     |
| Сент-Трюйден     | 2009/10          | 28   | 0    | 1     | 0     | 0          | 0          | 0         | 0         | 29    | 0     |
| Сент-Трюйден     | Всего            | 100  | 1    | 4     | 0     | 0          | 0          | —         | —         | 104   | 1     |
| Сандерленд       | 2010/11          | 23   | 0    | 1     | 0     | 2          | 0          | —         | —         | 26    | 0     |
| Сандерленд       | 2011/12          | 29   | 0    | 6     | 0     | 0          | 0          | —         | —         | 35    | 0     |
| Сандерленд       | 2012/13          | 38   | 0    | 2     | 0     | 0          | 0          | —         | —         | 40    | 0     |
| Сандерленд       | Всего            | 90   | 0    | 9     | 0     | 2          | 0          | —         | —         | 101   | 0     |
| Ливерпуль        | 2013/14          | 38   | 0    | 0     | 0     | 2          | 0          | 0         | 0         | 40    | 0     |
| Ливерпуль        | 2014/15          | 36   | 0    | 7     | 0     | 3          | 0          | 8         | 0         | 54    | 0     |
| Ливерпуль        | 2015/16          | 34   | 0    | 3     | 0     | 3          | 0          | 15        | 0         | 55    | 0     |
| Ливерпуль        | 2016/17          | 28   | 0    | 0     | 0     | 3          | 0          | —         | —         | 31    | 0     |
| Ливерпуль        | 2017/18          | 19   | 0    | 0     | 0     | 1          | 0          | 2         | 0         | 22    | 0     |
| Ливерпуль        | Всего            | 155  | 0    | 10    | 0     | 12         | 0          | 25        | 0         | 200   | 0     |
| Всего за карьеру | Всего за карьеру | 344  | 1    | 23    | 0     | 14         | 0          | 25        | 0         | 405   | 1     |

### Международная статистика
| Сборная          | Сезон            | Товарищеские | Товарищеские | Турниры | Турниры | Всего | Всего |
| Сборная          | Сезон            | Игры         | Голы         | Игры    | Голы    | Игры  | Голы  |
| ---------------- | ---------------- | ------------ | ------------ | ------- | ------- | ----- | ----- |
| Бельгия          | 2011             | 2            | 0            | 6       | -7      | 8     | -7    |
| Бельгия          | 2012             | 3            | -4           | 0       | 0       | 3     | -4    |
| Бельгия          | 2013             | 3            | -7           | 0       | 0       | 3     | -7    |
| Бельгия          | 2014             | 0            | 0            | 0       | 0       | 0     | 0     |
| Бельгия          | 2015             | 1            | -1           | 2       | -2      | 3     | -3    |
| Бельгия          | 2016             | 1            | -1           | 0       | 0       | 1     | -1    |
| Бельгия          | 2017             | 2            | -3           | 0       | 0       | 2     | -3    |
| Бельгия          | 2018             | 1            | 0            | 0       | 0       | 1     | 0     |
| Всего за карьеру | Всего за карьеру | 13           | -16          | 8       | -9      | 21    | -25   |

### Матчи и пропущенные голы за сборную
| Матчи и пропущенные голы Симона Миньоле за сборную Бельгии | Матчи и пропущенные голы Симона Миньоле за сборную Бельгии | Матчи и пропущенные голы Симона Миньоле за сборную Бельгии | Матчи и пропущенные голы Симона Миньоле за сборную Бельгии | Матчи и пропущенные голы Симона Миньоле за сборную Бельгии | Матчи и пропущенные голы Симона Миньоле за сборную Бельгии | Матчи и пропущенные голы Симона Миньоле за сборную Бельгии |
| №                                                          | Дата                                                       | Оппонент                                                   | Счёт                                                       | Пропущено голов                                            | Соревнование                                               |                                                            |
| ---------------------------------------------------------- | ---------------------------------------------------------- | ---------------------------------------------------------- | ---------------------------------------------------------- | ---------------------------------------------------------- | ---------------------------------------------------------- | ---------------------------------------------------------- |
| 1                                                          | 25 марта 2011                                              | Австрия                                                    | 2:0                                                        | —                                                          | Отборочные матчи ЧЕ-2012 (группа А)                        |                                                            |
| 2                                                          | 29 марта 2011                                              | Азербайджан                                                | 4:1                                                        | 1                                                          | Отборочные матчи ЧЕ-2012 (группа А)                        |                                                            |
| 3                                                          | 3 июня 2011                                                | Турция                                                     | 1:1                                                        | 1                                                          | Отборочные матчи ЧЕ-2012 (группа А)                        |                                                            |
| 4                                                          | 10 августа 2011                                            | Словения                                                   | 0:0                                                        | —                                                          | Товарищеский матч                                          |                                                            |
| 5                                                          | 2 сентября 2011                                            | Азербайджан                                                | 1:1                                                        | 1                                                          | Отборочные матчи ЧЕ-2012 (группа А)                        |                                                            |
| 6                                                          | 6 сентября 2011                                            | США                                                        | 1:0                                                        | —                                                          | Товарищеский матч                                          |                                                            |
| 7                                                          | 7 октября 2011                                             | Казахстан                                                  | 4:1                                                        | 1                                                          | Отборочные матчи ЧЕ-2012 (группа А)                        |                                                            |
| 8                                                          | 11 октября 2011                                            | Германия                                                   | 1:3                                                        | 3                                                          | Отборочные матчи ЧЕ-2012 (группа А)                        |                                                            |
| 9                                                          | 29 февраля 2012                                            | Греция                                                     | 1:1                                                        | 1                                                          | Товарищеский матч                                          |                                                            |
| 10                                                         | 2 июня 2012                                                | Англия                                                     | 0:1                                                        | 1                                                          | Товарищеский матч                                          |                                                            |
| 11                                                         | 14 ноября 2012                                             | Румыния                                                    | 1:2                                                        | 2                                                          | Товарищеский матч                                          |                                                            |
| 12                                                         | 25 мая 2013                                                | США                                                        | 4:2                                                        | 2                                                          | Товарищеский матч                                          |                                                            |
| 13                                                         | 14 ноября 2013                                             | Колумбия                                                   | 0:2                                                        | 2                                                          | Товарищеский матч                                          |                                                            |
| 14                                                         | 19 ноября 2013                                             | Япония                                                     | 2:3                                                        | 3                                                          | Товарищеский матч                                          |                                                            |
| 15                                                         | 10 октября 2015                                            | Андорра                                                    | 4:1                                                        | 1                                                          | Отборочные матчи ЧЕ-2016 (группа В)                        |                                                            |
| 16                                                         | 13 октября 2015                                            | Израиль                                                    | 3:1                                                        | 1                                                          | Отборочные матчи ЧЕ-2016 (группа В)                        |                                                            |
| 17                                                         | 13 ноября 2015                                             | Италия                                                     | 3:1                                                        | 1                                                          | Товарищеский матч                                          |                                                            |
| 18                                                         | 9 ноября 2016                                              | Нидерланды                                                 | 1:1                                                        | 1                                                          | Товарищеский матч                                          |                                                            |
| 19                                                         | 28 марта 2017                                              | Россия                                                     | 3:3                                                        | 3                                                          | Товарищеский матч                                          |                                                            |
| 20                                                         | 14 ноября 2017                                             | Япония                                                     | 1:0                                                        | —                                                          | Товарищеский матч                                          |                                                            |
| 21                                                         | 27 марта 2018                                              | Саудовская Аравия                                          | 4:0                                                        | —                                                          | Товарищеский матч                                          |                                                            |

Итого: 21 матч / 25 пропущенных голов; 10 побед, 6 ничьих, 5 поражений.

## Достижения
«Сент-Трюйден»
- Победитель второй лиги Бельгии: 2009

«Ливерпуль»
- Победитель Лиги чемпионов УЕФА: 2018/19

«Брюгге»
- Чемпион Бельгии (2): 2019/20, 2020/21

Личные
- Лучший вратарь бельгийской Про-лиги: 2009/10, 2020/21, 2021/22
- Сандерленд Игрок года: 2013

## Личные достижения
- Голкипер года в Бельгии: 2010